# Crocidura goliath
Crocidura goliath är en däggdjursart som beskrevs av Thomas 1906. Crocidura goliath ingår i släktet Crocidura och familjen näbbmöss. IUCN kategoriserar arten globalt som livskraftig.
Denna näbbmus förekommer i centrala Afrika vid Guineabukten från Kamerun i norr och Gabon i syd till nordvästra Kongo-Kinshasa. Arten lever främst i tropiska skogar i låglandet.

## Underarter
Arten delas in i följande underarter:
- C. g. goliath
- C. g. nimbasilvanus